# Улица Серёгина (Москва)
У́лица Серёгина (до 30 апреля 1968 года — Пеговский переу́лок) — улица, расположенная в Северном административном округе города Москвы на территории района Аэропорт.

## История
Улица получила современное название в память о москвиче, участнике Великой Отечественной войны, лётчике-испытателе, Герое Советского Союза В. С. Серёгине (1922—68), погибшем в авиационной катастрофе вместе с первым космонавтом Ю. А. Гагариным во время тренировочного полета 27 марта 1968 года. На улице находятся корпуса Военно-воздушной инженерной академии имени Н. Е. Жуковского, которую после войны окончил Серёгин. До 30 апреля 1968 года улица, возникшая в XIX веке, называлась Пеговский переу́лок по фамилии одного из домовладельцев.

## Расположение
Улица Серёгина проходит по северо-западной границе территории Петровского парка от Ленинградского проспекта на северо-восток, с юго-востока к улице примыкает Дворцовая аллея, с северо-запада — Красноармейская улица, улица Серёгина проходит далее до кругового перекрёстка с Планетной улицей, Старым Петровско-Разумовским проездом, Петровско-Разумовской аллеей и Нарышкинской аллеей. Юго-западнее улицы расположен Петровский путевой дворец. Нумерация домов начинается от Ленинградского проспекта.

## Примечательные здания и сооружения
По нечётной стороне:
- д. 3 — 16-этажный жилой дом в стиле брутализм для офицеров Военно-воздушной инженерной академии имени Н. Е. Жуковского («Красный дом»; 1972—1974; архитекторы А. Д. Меерсон, Е. В. Подольская, К. Клименко, инженеры Б. Ляховский, Ю. Пениров, при участи инженеров А. Гордона, А. Торгашова, А. Торшина, Б. Эрлиха)[3]. Здесь жил лётчик, Герой Советского Союза А. П. Сморчков[4].
- памятник выпускникам и сотрудникам Военно-воздушной инженерной академии имени Н. Е. Жуковского, погибшим в боях за Родину.

По чётной стороне:

## Транспорт

### Наземный транспорт
По улице Пилота Нестерова маршруты наземного общественного транспорта не проходят. У юго-западного конца улицы, на Ленинградском проспекте, расположена остановки «Улица Серёгина» автобусов e30, e30к, м1, н1, н12, т65, т70, т86, 105, 356, 403, 412, 905; у середины, на Красноармейской улице — остановки «Красноармейская улица» и «улица Пилота Нестерова» автобуса 110; у северо-восточного конца, на Петровско-Разумовской аллее — остановки «Планетная улица» автобусов 84, 105, 105к, 384, 595; на Планетной улице — остановки «1-я улица 8 марта» автобусов 105, 105к.

### Метро
- Станция метро «Динамо» Замоскворецкой линии — юго-восточнее улицы, на Ленинградском проспекте
- Станция метро «Петровский парк» Большой кольцевой линии — юго-восточнее улицы, на Ленинградском проспекте